# Donald Ford
Donald Campbell Clark Ford (Linlithgow, 1944. október 25. –) skót válogatott labdarúgó.

## Pályafutása

### Klubcsapatban
1964-ben a Vale of Avon csapatából igazolt a Bo'ness United együtteséhez, de rövid idő múlva tovább állt és aláírt a Hearts-höz. 1973 és 1976 között Drew Busby-val kiváló páros alkottak. Az 1976–77-es szezont a Falkirk játékosaként töltötte, majd visszavonult.

### A válogatottban
1973. október 17-én mutatkozott be a skót válogatottban Csehszlovákia ellen. Részt vett az 1974-es labdarúgó-világbajnokság, de a tornán nem lépett pályára.